# Teklanika River
Der Teklanika River ist ein rund 150 Kilometer langer linker Nebenfluss des Nenana Rivers im US-Bundesstaat Alaska.

## Geographie

### Verlauf
Der Fluss entspringt im nordöstlichen Teil des Denali-Nationalparks in der Alaskakette. Der Teklanika River wird von einem namenlosen Gletscher, der im Süden an den Cantwell-Gletscher grenzt, gespeist. Er fließt nordwärts und durchschneidet zwei Höhenrücken, bevor er die Tanana-Kuskokwim-Niederung erreicht und schließlich südlich von Nenana in den Nenana River mündet. Der Teklanika River gehört zum Flusssystem des Yukon River.
Der Teklanika River hat einen verzweigten Flusslauf. Er spaltet sich mehrfach in ein Netz von Kanälen auf, die durch kleine Inseln, Sand- und Kiesbänke getrennt sind. Beim Durchqueren der Primrose Ridge und der Tekla Ridge wird er schmaler und seine Fließgeschwindigkeit nimmt zu. Am Unterlauf im südlichen Tanana Valley mäandert er schließlich durch ein aufgefächertes System von Altwasserschlingen und -seen zur Mündung in den Nenana River.
Unterhalb der Einmündung des Savage River beträgt der mittlere Abfluss 19,8 m³/s. Die abflussstärksten Monate sind Juni, Juli und August.

### Nebenflüsse
Rechte Nebenflüsse sind der Sanctuary River und der Savage River. 

## Sonstiges
In der von Sean Penn verfilmten Reportage Into the Wild schneidet der durch die Schneeschmelze angestiegene Teklanika River Christopher McCandless den Rückweg nach Healy ab.